# Tara Lipinski
Tara Lipinski (Filadèlfia, Estats Units, 10 de juny de 1982) és una patinadora artística estatunidenca retirada, campiona olímpica a Nagano 1998.
Fou campiona mundial el 1997 (a l'edat de 14 anys, 9 mesos i 10 dies, la persona més jove a guanyar un campionat mundial de patinatge artístic) i és la patinadora artística més jove a guanyar un or en els Jocs Olímpics d'Hivern. Fou dues vegades campiona de la Final del Grand Prix (1997, 1998) i campiona nacional dels Estats Units el 1997.
Fins al 2019, va ser la patinadora individual més jove a guanyar uns nacionals dels Estats Units i la més jove a convertir-se en campiona olímpica i mundial de la història del patinatge artístic. És la primera dona que va completar una combinació doble de triple bucle, el seu element de salt característic en la competició. A partir de 1997, Lipinski va tenir una rivalitat amb la seva companya patinadora Michelle Kwan, que va culminar quan Lipinski va guanyar la medalla d'or als Jocs Olímpics de Nagano de 1998.
Malgrat el gran èxit que va aconseguir a molt curta edat va decidir retirar-se després d'acabar la seva participació en els Jocs de Nagano 1998. Va guanyar totes les competicions a les quals va participar durant la seva carrera professional i va ser la patinadora més jove a guanyar el Campionat del món de patinatge artístic professional.
Va actuar en espectacles en directe dom a professional abans de retirar-se del patinatge artístic el 2002. Lipinski, juntament amb el comentarista esportiu Terry Gannon i el seu company de patinatge artístic Johnny Weir, es van convertir en els principals comentaristes de patinatge artístic de la NBC el 2014. Actualment Lipinski fa de comentarista de televisió en esdeveniments de patinatge artístic sobre gel.

## Biografia
Criada a Sugar land, Texas, va somiar amb l'or olímpic durant la major part de la seva vida. Als tres anys va començar a fer classes de patinatge sobre rodes i als nou anys va guanyar la medalla d'or del seu grup d'edat als campionats nacionals.
El 1991 la seva família es va traslladar a Houston per poder-se centrar en l’esport de patinatge. Començaba els seus entrenaments a les 4 de la matinada i passava els estius amb entrenadors a Delaware on s'hi va traslladar amb la seva mare el 1993 per poder competir als més alt nivell. El 1994 es va convertir en la medallista d'or femenina més jove del Festival Olímpic.
A finals de 1995, Lipinski i la seva mare es van traslladar als suburbis de Detroit on Richard Callaghan es va convertir en el seu entrenador. Sis setmanes més tard, competint a escala sènior als campionats dels Estats Units, va quedar tercera.
Als 13 anys, va cridar l’atenció internacional quan es va classificar per a la selecció dels Estats Units als campionats del món de 1996 on va ocupar la posició final 15è. als campionats del món el 1996. El 1997 es va tornar a classificar i va guanyar la primera posició. Aquella victòria la va convertir en la campiona del món més jove de la història del patinatge artístic.

### Jocs olímpics de 1998
En els Jocs Olímpics de 1998 a Nagano, Japó, Lipinski va guanyar la medalla d'or de patinatge artístic femení. Primer Lipinski va ser escollida per la medalla de plata darrere de Michelle Kwan qui va liderar el programa curt. Però en el programa llarg, Lipinski va guanyar els vots pel primer lloc de sis dels nou jutges i la va avançar per aconseguir la medalla d'or. Amb 15 anys i 255 dies, es va convertir en la guanyadora més jove en aconseguir el títol olímpic de patinatge artístic en la història dels Jocs d'Hivern, superant per dos mesos una distinció que feia 70 anys que tenia Sonja Henie.

### Etapa professional
Després dels Jocs Olímpics, Lipinski va decidir no participar en els campionats del món de 1998, i va anunciar que es convertiria en professional perquè la seva família pogués estar junta. Més tard aquell mes va guanyar la seva primera competició professional, Skate TV, amb una puntuació perfecta de 10.
Lipinski va patir lesions en la seva carrera professional, sobretot una lesió al maluc el 1998. Però va continuant fent una gira amb Stars on Ice durant varies temporades.

#### Temporada 1997-1998
Entre temporades, Lipinski va créixer cinc centímetres i va complir 15 anys. Va entrar en la temporada 1997-1998 continuant amb l'addició de més "sofisticació" a les seves rutines, millorant el seu art, i prenent classes diàries de ball amb la professora de ballet russa Marina Sheffer. Va seleccionar partitures de pel·lícules tant per al seu programa curt com per al seu patinatge lliure, tots dos coreografiados per Sandra Bezic. Segons l'escriptora Ellyn Kestnbaum, la premsa estatunidenca va exagerar "la rivalitat entre Kwan i Lipinski".
A Skate America, Kwan va derrotar a Lipinski per primera vegada en tres competicions i va guanyar la medalla d'or. Lipinski va quedar en segon lloc després de Kwan tant en el seu programa curt com en el seu patinatge lliure i va obtenir el segon lloc en total. Malgrat realitzar salts més difícils que Kwan durant el seu programa curt, Lipinski va rebre puntuacions d'elements requerits "consistentment més baixes". Durant el seu patinatge lliure, en "una actuació forta i tècnicament difícil", va caure mentre realitzava un salt combinat triple-lutz. Segons Kestnbaum, Callaghan "va expressar la seva perplexitat pel fet que els jutges haguessin marcat tant a l'actual campiona del món, de la qual, en virtut d'aquesta posició, caldria esperar que rebés el benefici de qualsevol dubte". Lipinski va quedar en segon lloc en el Trophée Lalique, per darrere de la patinadora francesa Laetitia Hubert, que no havia guanyat una competició important des del Campionat Mundial Júnior 1992, i que havia quedat en onzena posició en la seva anterior competició.
Lipinski estava empatada com la quarta patinadora artística millor classificada del món en arribar a la Final de la Sèrie de Campions. Va guanyar, patinant el seu primer programa net de la temporada. Kwan, encara que era elegible, es va retirar de les finals a causa de les lesions. Mike Penner, un escriptor del L. A. Times, va informar que tant Lipinski com Callaghan estaven preocupats pel que consideraven un tracte injust per part dels jutges de les Champion Sèries d'aquesta temporada, que li van donar puntuacions tècniques més baixes que la temporada anterior, de fins a 5,3, per "un lutz mal llançat". Callaghan li va dir a Penner que els jutges li van dir que Lipinski realitzava regularment els seus salts de lutz des de la vora interior de la seva fulla en lloc de des de la vora exterior correcta, alguna cosa que els patinadors deien "el flutz". Lipinski i Callaghan van disputar la puntuació dels jutges sobre els seus salts, afirmant que els havia executat de la mateixa manera la temporada anterior, quan va guanyar els Mundials i els Nacionals dels Estats Units. Les puntuacions més baixes de Lipinski van ser objecte de diversos articles en els principals periòdics dels Estats Units. Segons la reportera Nancy Armour del Spokesman Review, Lipinski va fer el seu millor patinatge de la temporada en la final, "clavant el seu triple lutz".
Lipinski va quedar en segon lloc en els Campionats de Patinatge Artístic dels Estats Units de 1998; Kwan va quedar en primer lloc. Va tenir "una caiguda devastadora" després d'intentar un triple salt durant el seu programa curt, que Lipinski va qualificar com "el punt més baix" de la seva carrera. Lipinski es va recuperar prou del seu programa curt com per a passar del quart lloc al segon en la general. Hauria d'haver guanyat el patinatge lliure i Kwan hauria d'haver quedat en tercer lloc o menys perquè Lipinski guanyés el campionat. Va realitzar el seu programa de patinatge lliure "amb determinació". Va completar els set salts triples, incloent-hi la seva característica combinació de triple bucle-triple bucle i una difícil seqüència de combinació de triple bucle i mig bucle-triple bucle. Els jutges li van atorgar tots els 5,8s i 5,9s, excepte un parell de 5,7s per a la presentació. El patinatge artístic estatunidenc va triar a Kwan, Lipinski i Nicole Bobek, que va quedar en tercer lloc en els nacionals, per a enviar-los als Jocs Olímpics d'Hivern de 1998. Lipinski i Kwan van entrar en els Jocs Olímpics com "cofavoritas" per a guanyar la medalla d'or.
En les Olimpíades, Kwan va guanyar "fàcilment" el programa curt; vuit dels nou jutges la van col·locar en primer lloc. Lipinski va quedar en segon lloc. L'escriptor esportiu E.M. Swift va qualificar l'actuació de Lipinski en el seu programa curt, que era tècnicament més difícil que la de Kwan, com a "lluminosa-ràpida i lleugera i alegre". El programa de patinatge lliure de Lipinski, amb la seva combinació de triple bucle-triple bucle i set salts triples en total, va ser el programa tècnicament més difícil de la història olímpica. Va rebre 5,8s i 5,9s en les puntuacions de presentació. Kwan va rebre tots els 5,9 en les puntuacions de presentació, però va rebre puntuacions tècniques més baixes que Lipinski. Segons la reportera del Washington Post Amy Shipley, Kwan va realitzar el seu patinatge lliure gairebé a la perfecció, a part de "un ensopecs en un salt", i que Kwan "va patinar brillantment i Lipinski ho va fer millor". Segons Swift, l'actuació de Kwan en el seu patinatge lliure "hauria estat suficient per a guanyar en qualsevol altra Olimpíada", però els jutges, en atorgar-li cinc 5,7 en les seves puntuacions tècniques, van deixar espai perquè Lipinski s'avancés. Swift va dir que Lipinski "s'ho va passar en gran" patinant el seu programa llarg i "es va elevar i va girar amb desenfrenament, omplint la [pista] amb la seva alegria". Igual que Kwan, va completar set triples, però "la diferència va ser la seva característica combinació de triple bucle-triple bucle i una meravellosa seqüència de tancament de triple punta-mig bucle-triple Salchow". Els seus salts no eren tan grans com els de Kwan i els seus enlairaments en els salts "no sempre eren ideals", però els seus aterratges eren nets i, segons Kestnbaum, semblaven augmentar la seva velocitat en sortir d'ells. Els seus girs eren més ràpids que els de Kwan, però no eren tan difícils i les seves posicions eren més febles. Kestnbaum també va afirmar: "Tampoc el programa [de Lipinski] va demostrar uns passos de transició tan complexos, una qualitat de colpejo tan matisada, o un transport corporal i una línia tan controlats i elegants". Va rebre 5,8s i 5,9s per les seves puntuacions tècniques i artístiques, i va obtenir sis de les nou primeres puntuacions dels jutges, guanyant la medalla d'or perquè el patinatge lliure es va ponderar més que el programa curt. Lipinski va quedar en segon lloc en els Campionats de Patinatge Artístic dels Estats Units de 1998; Kwan va quedar en primer lloc. Va tenir "una caiguda devastadora" després d'intentar un triple salt durant el seu programa curt, que Lipinski va qualificar com "el punt més baix" de la seva carrera. Lipinski es va recuperar prou del seu programa curt com per a passar del quart lloc al segon en la general. Hauria d'haver guanyat el patinatge lliure i Kwan hauria d'haver quedat en tercer lloc o menys perquè Lipinski guanyés el campionat. Va realitzar el seu programa de patinatge lliure "amb determinació". Va completar els set salts triples, incloent-hi la seva característica combinació de triple bucle-triple bucle i una difícil seqüència de combinació de triple bucle i mig bucle-triple bucle. Els jutges li van atorgar tots els 5,8s i 5,9s, excepte un parell de 5,7s per a la presentació. El patinatge artístic estatunidenc va triar a Kwan, Lipinski i Nicole Bobek, que va quedar en tercer lloc en els nacionals, per a enviar-los als Jocs Olímpics d'Hivern de 1998 en Nagano, el Japó. Lipinski i Kwan van entrar en els Jocs Olímpics com "cofavoritas" per a guanyar la medalla d'or.
En les Olimpíades, Kwan va guanyar "fàcilment" el programa curt; vuit dels nou jutges la van col·locar en primer lloc. Lipinski va quedar en segon lloc. L'escriptor esportiu E.M. Swift va qualificar l'actuació de Lipinski en el seu programa curt, que era tècnicament més difícil que la de Kwan, com a "lluminosa-ràpida i lleugera i alegre". El programa de patinatge lliure de Lipinski, amb la seva combinació de triple bucle-triple bucle i set salts triples en total, va ser el programa tècnicament més difícil de la història olímpica. Va rebre 5,8s i 5,9s en les puntuacions de presentació. Kwan va rebre tots els 5,9 en les puntuacions de presentació, però va rebre puntuacions tècniques més baixes que Lipinski. Segons la reportera del Washington Post Amy Shipley, Kwan va realitzar el seu patinatge lliure gairebé a la perfecció, a part de "un ensopecs en un salt", i que Kwan "va patinar brillantment i Lipinski ho va fer millor". Segons Swift, l'actuació de Kwan en el seu patinatge lliure "hauria estat suficient per a guanyar en qualsevol altra Olimpíada", però els jutges, en atorgar-li cinc 5,7 en les seves puntuacions tècniques, van deixar espai perquè Lipinski s'avancés. Swift va dir que Lipinski "s'ho va passar en gran" patinant el seu programa llarg i "es va elevar i va girar amb desenfrenament, omplint la [pista] amb la seva alegria". Igual que Kwan, va completar set triples, però "la diferència va ser la seva característica combinació de triple bucle-triple bucle i una meravellosa seqüència de tancament de triple punta-mig bucle-triple Salchow". Els seus salts no eren tan grans com els de Kwan i els seus enlairaments en els salts "no sempre eren ideals", però els seus aterratges eren nets i, segons Kestnbaum, semblaven augmentar la seva velocitat en sortir d'ells. Els seus girs eren més ràpids que els de Kwan, però no eren tan difícils i les seves posicions eren més febles. Kestnbaum també va afirmar: "Tampoc el programa [de Lipinski] va demostrar uns passos de transició tan complexos, una qualitat de colpejo tan matisada, o un transport corporal i una línia tan controlats i elegants". Va rebre 5,8s i 5,9s per les seves puntuacions tècniques i artístiques, i va obtenir sis de les nou primeres puntuacions dels jutges, guanyant la medalla d'or perquè el patinatge lliure es va ponderar més que el programa curt.
Lipinski va ser la medallista d'or olímpica més jove de la història del patinatge artístic. Va ser la sisena dona estatunidenca a guanyar una medalla d'or olímpica. Kwan va acabar en segon lloc, i la patinadora xinesa Lu Chen va ser la "sorprenent guanyadora de la medalla de bronze". Lipinski era dos mesos més jove que Sonja Henie quan va quedar en primer lloc en els Olimpíades de 1928, batent un rècord que s'havia mantingut durant 70 anys. Va ser la primera vegada que patinadores individuals del mateix país van guanyar les medalles d'or i plata en els Jocs Olímpics des que les estatunidenques Tenley Albright i Carol Heiss ho fessin el 1956.

### Tècnica esportiva
Les influències del patinatge de Lipinski van ser Kristi Yamaguchi, Scott Hamilton i Christopher Bowman. El seu estil de patinatge es va contrastar sovint amb el de Michelle Kwan. L'entrenador de Kwan, Frank Carroll, va qualificar l'estil de Lipinski de "meravellós", i va afegir que "estava tornant fàcil, saltant fàcil". L'escriptora Ellyn Kestnbaum va remarcar que en comparació amb les "expressions d'alegria més acuradament coreografiades" de Kwan, Lipinski mostrava "una alegria espontània i no conscient en el seu propi moviment que projectava un aire de confiança i domini de l'espai més gran".

### Carrera de radiodifusió i publicacions
Va participar en diferents programes de televisió, de tertúlia i un especial biogràfic de CBS. Va començar a comentar per la Universal Sports el 2010 i va començar a treballar per la NBC i la NBC Sports el 2011, on va comentar la majoria de les emissions de competicions internacionals de patinatge artístic. A diferència del que era habitual per als comentaristes de patinatge quan competia, ella treballava des dels estudis dels Estats Units en comptes de fer-ho en directe al lloc de la competició.
Va fer equip amb el comentarista esportiu Terry Gannon i el patinador artístic Johnny Weir als Jocs Olímpics d'hivern de 2014 a Sotxi com el segon equip de comentaristes de patinatge artístic de la cadena per a les seves emissions diàries en directe. Inicialment, Lipinski va col·laborar amb Gannon en els esdeveniments femenins i Weir amb Gannon en els esdeveniments masculins. Després d'adonar-se que treballaven bé junts, van presentar la idea que els tres comentessin junts per a la NBC. El trio va generar les 10 millors audiències diürnes entre setmana de la història de la NBC. Segons el periodista Tom Weir, "tenien una harmonia còmica instantània, amb la seva xerrada informal i els seus aspectes humorístics que jugaven increïblement bé amb el teló de fons ferm i exigent del patinatge artístic". Després dels Jocs Olímpics, el trio va ser promogut per ser els principals comentaristes de patinatge artístic de la NBC. Lipinski, juntament amb Weir i Gannon, va ser analista als Jocs Olímpics d'hivern de 2018. També van acollir les cerimònies de clausura dels Jocs Olímpics de 2018, 2020 i 2022.
Va publicar els llibres «Tara Lipinski: Triumph On Ice» i «Totally Tara: Tara Lipinksi – An Olympic Journey». Es va convertir en comentarista d'emissions de televisió de patinatge artístic el 2014.
El 2006 va ser incorporada al Saló de la fama del patinatge artístic dels Estats Units.